# ホメピゾール
ホメピゾール（Fomepizole、別名：4-メチルピラゾール）は、エチレングリコールまたはメタノール中毒ならびにその疑い例の解毒に用いる医薬品である。単独投与またはダイアライザーによる透析と並行して用いる。それとは別に、錯体化学での4-メチルピラゾールの挙動が研究されている。WHO必須医薬品モデル・リストに収載されている。

## 効能・効果
ホメピゾールは肝臓のアルコールデヒドロゲナーゼを競合阻害する。アルコールデヒドロゲナーゼはエチレングリコールやメタノールを代謝する主要酵素であるので、その阻害によりシュウ酸やホルムアルデヒドといった有害物質の生成を妨げることができる。
- エチレングリコールはアルコールデヒドロゲナーゼにより酸化されてまずグリコールアルデヒドになり、さらに酸化されてグリコール酸、グリオキシル酸を経てシュウ酸となる。グリコール酸やシュウ酸は代謝性アシドーシスを引き起こし、同時に腎毒性を持つ。
- メタノールはアルコールデヒドロゲナーゼにより酸化されてホルムアルデヒドとなり、さらにホルムアルデヒドデヒドロゲナーゼにより酸化されて蟻酸となる[6]。蟻酸は代謝性アシドーシスの原因となるほか、視神経毒性を持つ。

エチレングリコールやメタノールの最初の代謝酵素を競争的に阻害する事で、ホメラゾールは有毒物質の生成を遅延させることができる。それにより肝臓での処理（有毒物質の分解）および排泄が相対的に優位となり、腎臓や眼への有毒物質の蓄積を回避することができる。
ホメピゾールはエチレングリコール／メタノール暴露後直ちに投与した場合に最も有効である。投与が遅れると毒性物質が生成してしまう。

### アルコールとの相互作用
ホメピゾールはエタノールの半減期を延長するので、併用禁忌とされている場合がある。半減期の延長によりエタノールの酩酊効果が増強され、より低濃度で酩酊作用をもたらすので危険性が増す。ホメピゾールはアルコールデヒドロゲナーゼを阻害してアセトアルデヒドの生成を遅延させ、アセトアルデヒド脱水素酵素に因ってアセトアルデヒドが酢酸に酸化することをも遅滞させる。その結果、酩酊の度合いが深く長くなり、二日酔い症状が残る。アルコール依存症でアルコール耐性が亢進している場合、より少量のエタノールで二日酔いするために、ホメピゾールはエタノール摂取の意欲を削ぐ（負の強化）効果が期待できる。依存症患者がエタノールを過量摂取すると死に至る可能性もあるが、代謝の低下を見極めて摂取量を慎重に漸減した場合は、より少量のエタノールで心地よく酔い、二日酔いも少なく、満足感を得、慢性中毒症状を低減し、危害の最小化に結び付けることができ得る。これは本質的に、ジスルフィラムを用いてアセトアルデヒドを増加させて中毒患者に罰を与える治療法（服薬コンプライアンスが重要な問題となる）の発想とは逆のものである。

## 副作用
重大な副作用として、アナフィラキシー（頻度不明）が記載されている。
投与患者の5%以上に発現する副作用は、頭痛および注射部位反応（灼熱感、疼痛、炎症）である。嘔気が発現するとする資料もある。

## 薬物動態

### 吸収・分布
ホメピゾールは全身の水分（0.6〜1.02 L/kg）中に速やかに溶解、分布する。治療域は8.2〜24.6 mg/L（100〜300 µM）である。単回経口投与時のCmaxは7〜50 mg/kgで、tmaxは1〜2時間である。t1/2は投与量によって異なる。

### 代謝・排泄
肝臓での主要代謝産物（投与量の80〜85%）は4-カルボキシピラゾールである。他にはピラゾール、4-ヒドロキシメチルピラゾール、ならびに4-カルボキシピラゾールおよび4-ヒドロキシメチルピラゾールのグルクロン酸抱合体である。
繰り返し投与すると、シトクロムP450が誘導されてホメピゾールの代謝消失が加速される。
健康成人に投与した場合、尿中への排泄は1〜3.5%である。代謝産物も同程度尿中に排泄される。
ホメピゾールは人工透析で除去できる。